# عبد الجليل ميساوي
عبد الجليل ميساوي (1 سبتمبر 1944 - 15 أغسطس 2015) باحث في الحضارة العربية الإسلامية، ومفكر تونسي راحل، ملقب باسم «الأستاذ قاموس».

## تعليمه
عبد الجليل الميساوي وذو فكر زيتوني إذ التحق بفرع الزيتونة بتالة من ولاية القصرين في أكتوبر 1958 ثم الفرع الزيتوني بسوسة ليتحصل على شهادة الأهلية في جوان 1961 ثم انتقل بعدها إلى تونس العاصمة ليتحصل على شهادة التحصيل العلمي سنة 1964 لكنه وبعد التحاقه بسلك التعليم الابتدائي واصل دراساته الجامعية بجامعة الزيتونة بصورة موازية مع عمله كمعلم تطبيق بالمدارس الابتدائية ليتحصل سنة 1997 على شهادة الإجازة وفي الدراسات الإسلامية.
عمل منذ سنة 1997 إلى سنة 1985 أستاذ تربية دينية ومدنية بالمعاهد الثانوية والفنية ثم إلى سنة 1990 كأستاذ أول وكموجه بيداغوجي في مادة التربية الإسلامية ثم إلى حدود سنة 1998 كمفتش للتربية الإسلامية بالمدارس الإعدادية والثانوية ثم إلى سنة 2004 مفتش أول للتربية الإسالمية بالمدارس الإعدادية والثانوية.

## مؤلفاته
- حدود الواقع والمثال: كيف ساسوا الحياة وكيف نسوسها
- حدود الواقع والمثال: المنطق ونظرية المعرفة عند الغزالي.
- حدود الواقع والمثال: المرأة العربية وحقوق الإنسان بين المدوّنة الفقهية والتحولات الحضارية.
- المرأة العربية وحقوق الإنسان - تجارب انسانية لا تعاليم إلاهية (4 أجزاء)
- ج1 المرأة العربية وحقوق النسان بين المدونة الفقهية ومحاولات الإصلاح
- ج2 المرأة العربية وحقوق النسان ومسيرة الإصلاح في الشرق الأوسط
- ج3 المرأة العربية وحقوق النسان ومسيرة الإصلاح في المغرب العربي - التجربة التونسية.
- ج4 المرأة العربية وحقوق الإنسان ومسيرة الإصلاح في الخليج العربي.
- معجم عبد الجليل - حوار مع الواقع وتواصل بين الأجيال.
- معجم المفاهيم والمصطلحات - إشكاليات الخطاب السلامي المعاصر.
- معجم الفصحى والعامية في الخطاب الشعبي التونسي.
- ثنائية الشرعي والمدني - نقطة ضعف الخطاب الفقهي المعاصر.
- ما الإصلاح؟ وكيف السبيل إليه.
- جسور التواصل التربوي وآليات المتابعة والتأطير والتكوين.
- قيم الإصلاح والتحديث في فكر أحمد ابن أبي صياف من خلال كتابه الإتحاف.
- قيم الحداثة في الفكر العربي الإسلامي من ظهور الإسلام إلى عهد ابن خلدون.
- سلسلة قضايا اسلامية شائكة - تتضمن تسعة عناوين:
- 1 -كيف نتجاوز المفاهيم المفرقة
- 2 - قيم الحداثة في التعاليم القرآنية وفي الممارسات الإسلامية الأولى
- 3 - فقه الزكاة واشكاليات الاقتصاد الحديث
- 4 - الّإشكاليات الكبرى لمسألة القضاء والقدر في الفكر الإسلامي
- 5 -المسألة الاجتماعية في الخطاب الإسلامي الحديث.
- 6 - الأمر بالمعروف والنهي عن المنكر بين روعة المبدأ وسوء التطبيق
- 7 - القرآن في الجامع والمدرسة - بين الوعظ والتربية أي حد؟.
- 8 - التنظيم العائلي في ميزان الحضارة والدين.
- 9 - مسيرة التشريع السلامي وتطوره - أينما يكون الحق فثم شرع الله.